# Anthurium ernestii
Anthurium ernestii är en kallaväxtart som beskrevs av Adolf Engler. Anthurium ernestii ingår i släktet Anthurium och familjen kallaväxter.

## Underarter
Arten delas in i följande underarter:
- A. e. ernestii
- A. e. oellgaardii